# War of the Worlds (televisieserie)
War of the Worlds is een Amerikaanse sciencefictionserie losjes gebaseerd op H.G. Wells' roman The War of the Worlds. De televisieserie is een vervolg op de eerste War of the Worlds-film uit 1953.
De serie liep twee seizoenen met een totaal van 43 afleveringen. Opnames vonden plaats in Toronto, Ontario, Canada.

## Verhaal
Aangezien het concept van leven op Mars in de jaren 80 al een stuk minder geloofwaardig was, werd de oorsprong van de aliens veranderd. Ze zouden in werkelijkheid van de planeet Mor-Tax komen – een tuinplaneet 40 lichtjaren verwijderd van de aarde.
De serie gaat ervan uit dat de aliens aan het einde van de eerste film niet stierven door bacteriën, maar in een staat van schijndood belandden. Hun lichamen werden daarna opgeslagen op opslagplaatsen voor gifstoffen (in de serie zijn ten minste tien van dit soort opslagplaatsen bekend). Nadien heeft de overheid een grote doofpotaffaire gestart om mensen ervan te overtuigen dat de invasie nooit heeft plaatsgevonden.
De serie begint in 1988, wanneer een terroristengroep per ongeluk enkele vaten waar de aliens in zitten blootstelt aan ioniserende straling. De straling doodt de bacteriën in de aliens, waarna ze ontwaken. Ze nemen bezit van de lichamen van zes terroristen. Vanaf dat moment nemen ze bezit van menselijke lichamen en beginnen Aardse technologie om te bouwen voor hun eigen doeleinden, met het plan alsnog de invasie succesvol af te ronden. Tegelijkertijd moeten ze een manier zien te vinden om zichzelf te beschermen tegen de bacteriën. Haast is geboden want over vijf jaar zullen drie miljoen kolonisten van Mor-Tax arriveren en moet de Aarde klaar zijn om ze te ontvangen.
De overheid grijpt in door een geheime organisatie in het leven te roepen. De serie focust zich op deze organisatie, hun missies en avonturen in gevechten met de aliens. De situatie wordt echter ingewikkelder wanneer er nog een ander buitenaards ras op de Aarde blijkt te zijn.

## Personages
- Dr. Harrison Blackwood (Jared Martin) Een astrofysicus wiens ouders omkwamen bij de invasie in 1953. Hij werd na afloop van de invasie geadopteerd door dr. Clayton Forrester (de hoofdpersoon uit de film). Blackwoods personage lijkt dan ook sterk op dr. Forrester. Hij is een pacifist en een vegetariër. De organisatie is naar hem vernoemd: het Blackwood-project.
- Dr. Suzanne McCullough (Lynda Mason Green) Een microbioloog en alleenstaande moeder van Debi. Ze houdt altijd vast aan de standaardprocedures van haar werk, wat spanningen tussen haar en Blackwood veroorzaakt.
- Norton Drake (Philip Akin) Een oude vriend van Harrison. Hij is een computergenie, maar heeft last van een dwarslaesie. Hij zit daarom in en rolstoel die hij met stemcommando’s kan besturen. Hij komt vaak als cool over, en heeft een goed gevoel voor humor.
- Lt. Col. Paul Ironhorse (Richard Chaves) Een Indiaanse militair. Hij is erg conservatief en zijn personage botst dan ook vaak met dat van de andere teamleden, vooral Blackwood.
- Quinn (John Colicos) Een alien die vastzit in een menselijk lichaam sinds de invasie in 1953. Hij is om een of andere reden immuun geworden voor bacteriën. Hij zet geregeld zijn mede-aliens en het Blackwood-project tegen elkaar op voor zijn eigen doelen.
- De Qar’To Een onbekend buitenaards ras. Zij willen juist de Mor-Taxans uit de weg ruime en de mensheid behouden. Dit is echter niet zozeer om de mensheid te helpen, maar vanwege hun eigen sinistere plannen: ze zien mensen als een toekomstige voedingsbron.
- Project 9 Een tweede overheidsorganisatie. Deze is echter meer geïnteresseerd in het onderzoeken van de aliens dan het tegengaan van hun invasieplannen.

## Achtergrond

### Eerste seizoen
Samen met andere sciencefiction- en horrorseries die in de jaren 80 werden uitgezonden tastte War of the Worlds voortdurend de grens af van wat nog kon en wat niet. De serie bevatte dan ook geregeld geweld gelijk aan R-rated horrorfilms van die tijd. Zo is duidelijk te zien hoe aliens sterven en hun menselijke gastlichamen vervolgens wegsmelten. Bovendien ruimen de Mor-Taxans iedereen die hun in de weg loopt uit de weg.
In het eerste seizoen werden de aliens geleid door een trio van leiders bekend als de Advocacy. Zij blijven voortdurend in een grot in de Nevadawoestijn, die dienstdoet als basis. Deze grot hebben ze gekozen omdat hier volop ioniserende straling aanwezig is van oude nucleaire experimenten, en er dus geen bacteriën leven.
De reden dat de aliens de Aarde willen veroveren is dat hun planeet afsterft. Hun haat jegens mensen komt niet alleen voort uit vooroordelen. De aliens komen zelf van een planeet die te vergelijken is met de Hof van Eden. Ze hebben gezien hoe de mensheid de Aarde vervuilt. Zonder mensen kunnen ze het plantenleven op Aarde herstellen.
Sylvia Van Buren (Ann Robinson), een personage uit de eerste film, had een paar gastoptredens in deze serie. Ze heeft blijkbaar sinds de invasie de gave gekregen om de aanwezigheid van de aliens te voelen.
De afleveringen hadden allemaal (vaak uit ironie) Bijbelse titels zoals “The Walls of Jericho”, “To Heal the Leper”, en “Among the Philistines”.
Ten slotte bevat het seizoen een referentie naar het bekende hoorspel van Orson Welles. In de aflevering Eye for an Eye werd bekend dat in 1938 een "echte" invasie zou hebben plaatsgevonden, wat naderhand door de overheid is afgedaan als een realistisch hoorspel. Bij die aanval zouden de Mor-Taxans hebben ontdekt dat de mensen in staat zijn hun machines te vernietigen, wat de reden is dat ze bij hun aanval in 1953 machines gebruikten die een energieschild hadden.

### Tweede seizoen
Hoewel de kijkcijfers van het eerste seizoen hoog waren, werd het team dat achter de creatie van seizoen 1 zat toch vervangen door Frank Mancuso Jr.. Hij had volgens eigen zeggen niet veel afleveringen van het eerste seizoen gezien. Dit gecombineerd met andere schrijvers maakte dat het tweede seizoen zeer inconsequent was. Veel details en verhaallijnen uit het eerste seizoen werden drastisch veranderd of zelfs geheel weggelaten. Zelfs de titel van de serie veranderde, deze werd War of the Worlds: The Second Invasion.
Het tweede seizoen speelde zich niet langer af in het “heden” (1988), maar in de nabije toekomst. In deze toekomst was de wereld in een neerwaartse spiraal beland. Van de weinige personages uit seizoen 1 die terugkeerden in seizoen 2 werden de meeste gedood. Ook de personages Norton en Ironhorse, die bij veel fans populair waren, overleefden het tweede seizoen niet. De aliens zelf ondergingen ook veranderingen. Zo werd een nieuw buitenaards ras geïntroduceerd genaamd de Morthren. Vrijwel alles wat te maken had met de aliens uit seizoen 1 werd weggelaten in seizoen 2. Deze Morthren zijn blijkbaar verbonden met de Mor-Taxans, maar hoe werd in de serie niet echt duidelijk. Daar waar de Mor-Taxans vaak problemen hadden met bacteriën en ioniserende straling, vonden de Morthren al snel een oplossing: bezit nemen van menselijke lichamen als bescherming.
Vanwege deze veranderingen bleven veel vragen uit seizoen 1 onbeantwoord. In de finale van het eerste seizoen kregen de kijkers al te zien wat de ware intenties waren van de Qar’To, die door het Blackwood-project nog altijd als bondgenoten werden gezien omdat ze ook tegen de Mor-Taxans vochten. Aan het einde van seizoen 1 bleek dat er meer Quar’To op weg waren naar de Aarde. Deze verhaallijn werd echter niet voortgezet in seizoen 2.
Hoewel de radicale veranderingen volgens de schrijvers de show beter maakten, waren fans van het eerste seizoen teleurgesteld. De kijkcijfers daalden snel. Daarom werd de serie vroegtijdig stopgezet.

## Gastrollen
Het eerste seizoen had geregeld gastoptredens van bekende acteurs. Naast het feit dat Ann Robinson haar personage Sylvia Van Buren uit de eerste film nogmaals speelde in de serie, deed o.a. John Colicos (van Battlestar Galactica en Star Trek) mee als de alien Quinn. Andere bekende acteurs zijn Patrick Macnee, Greg Morris, Jeff Corey, John Ireland, Michael Parks, en James Hong.

## Trivia
- De scripts van drie afleveringen zijn ondertekend met de pseudoniemen Forrest Van Buren, Sylvia Clayton, en Sylvia Van Buren. De echte auteur(s) van deze scripts zijn niet bekend.
- In de aftiteling van elke aflevering van het eerste seizoen zit een referentie naar The Far Side-cartoons van Gary Larson.